# Foguete monopropulsor
Foguete Monopropulsor (também chamado de Foguete Monopropelente) é um tipo de foguete que utiliza como propelente substâncias químicas especiais que, quando devidamente estimuladas, se decompõem em combustível e oxidante. Ao se recombinarem, ambos queimam e geram o impulso do foguete.
Como esse tipo de foguete utiliza apenas um propulsor, são considerados muito simples e confiáveis, mas não muito eficientes. São utilizados principalmente para fazer pequenas correções de curso, como por exemplo controle de atitude.
Normalmente, a decomposição do propelente é feita em uma câmara que utiliza como catalisador um tipo de esponja feita de prata ou platina, e o propelente mais comumente utilizado é a Hidrazina (N2H4), que é uma substância química caracterizada por ter forte redução.
O catalisador mais comum é um composto de alumina granular revestido com irídio (por exemplo, S-405 ou KC 12 GA). A decomposição é altamente exotérmica e produz como resultado uma mistura de nitrogênio, hidrogênio e amônia, chegando a produzir temperaturas por volta de 1.000 °C.
Outro propelente utilizado é o peróxido de hidrogênio, que quando purificado a 90% ou mais, se auto-decompõe em altas temperaturas, ou quando um catalisador está presente.
A maioria dos sistemas de foguete monopropulsores consistem em um tanque de combustível, normalmente uma esfera de titânio ou alumínio, cheio com o propelente. O tanque é pressurizado com hélio ou nitrogênio, que impulsiona o combustível para os motores. Normalmente, um satélite deverá possuir vários pequenos motores, para permitir o controle de altitude.